# Allmänninge
Allmänninge är en by i Valbo för vars bebyggelse SCB avgränsat och namnsatt två småorter i Gävle kommun nordöstra respektive sydvästra delen. De två delarna separeras av ett stycke åkermark.
Allmänninge är beläget på flera höjder på mellersta Valboslätten.

## Befolkningsutveckling
| Befolkningsutvecklingen i Allmänninge (nordöstra delen) 1990–2015 | Befolkningsutvecklingen i Allmänninge (nordöstra delen) 1990–2015 | Befolkningsutvecklingen i Allmänninge (nordöstra delen) 1990–2015 | Befolkningsutvecklingen i Allmänninge (nordöstra delen) 1990–2015 | Befolkningsutvecklingen i Allmänninge (nordöstra delen) 1990–2015 |
| ----------------------------------------------------------------- | ----------------------------------------------------------------- | ----------------------------------------------------------------- | ----------------------------------------------------------------- | ----------------------------------------------------------------- |
|                                                                   |                                                                   |                                                                   |                                                                   |                                                                   |
| År                                                                |                                                                   |                                                                   | Folkmängd                                                         | Areal (ha)                                                        |
| 1990                                                              | 1990                                                              |                                                                   | 95                                                                | 14#                                                               |
| 1995                                                              | 1995                                                              |                                                                   | 106                                                               | 17#                                                               |
| 2000                                                              | 2000                                                              |                                                                   | 100                                                               | 17#                                                               |
| 2005                                                              | 2005                                                              |                                                                   | 100                                                               | 18#                                                               |
| 2010                                                              | 2010                                                              |                                                                   | 97                                                                | 18#                                                               |
| 2015                                                              | 2015                                                              |                                                                   | 109                                                               | 30#                                                               |
| Anm.: # Som småort.                                               |                                                                   |                                                                   |                                                                   |                                                                   |

| Befolkningsutvecklingen i Allmänninge (sydvästra delen) 1990–2015 | Befolkningsutvecklingen i Allmänninge (sydvästra delen) 1990–2015 | Befolkningsutvecklingen i Allmänninge (sydvästra delen) 1990–2015 | Befolkningsutvecklingen i Allmänninge (sydvästra delen) 1990–2015 | Befolkningsutvecklingen i Allmänninge (sydvästra delen) 1990–2015 |
| ----------------------------------------------------------------- | ----------------------------------------------------------------- | ----------------------------------------------------------------- | ----------------------------------------------------------------- | ----------------------------------------------------------------- |
|                                                                   |                                                                   |                                                                   |                                                                   |                                                                   |
| År                                                                |                                                                   |                                                                   | Folkmängd                                                         | Areal (ha)                                                        |
| 1990                                                              | 1990                                                              |                                                                   | 70                                                                | 9#                                                                |
| 1995                                                              | 1995                                                              |                                                                   | 76                                                                | 10#                                                               |
| 2000                                                              | 2000                                                              |                                                                   | 67                                                                | 10#                                                               |
| 2005                                                              | 2005                                                              |                                                                   | 79                                                                | 11#                                                               |
| 2010                                                              | 2010                                                              |                                                                   | 88                                                                | 11#                                                               |
| 2015                                                              | 2015                                                              |                                                                   | 99                                                                | 14#                                                               |
| Anm.: # Som småort.                                               |                                                                   |                                                                   |                                                                   |                                                                   |

## Angränsande byar
- Alborga
- Häcklinge